# Nannastacus goniatus
Nannastacus goniatus är en kräftdjursart som beskrevs av Gamo 1962. Nannastacus goniatus ingår i släktet Nannastacus och familjen Nannastacidae. Inga underarter finns listade i Catalogue of Life.